# Меланоцеты
Меланоцеты, или чёрные удильщики (лат. Melanocetus) — род глубоководных рыб из отряда удильщикообразных, единственный в семействе меланоцетовых (Melanocetidae), которые обитают в Атлантическом, Индийском и Тихом океанах.
Род был выделен немецким зоологом Альбертом Гюнтером в 1864 году.
Один из видов черных удильщиков — Меланоцет Джонсона (Melanocetus johnsonii) был представлен на обложке журнала Time от 14 августа 1995 года.

## Классификация
В состав рода включают шесть видов:
- Melanocetus johnsonii Günther, 1864 — Меланоцет Джонсона, или чёрный удильщик Джонсона
- Melanocetus eustalus Pietsch & Van Duzer, 1980
- Melanocetus murrayi Günther, 1887 — Чёрный удильщик Маррея, или атлантический чёрный удильщик[2]
- Melanocetus niger Regan, 1925
- Melanocetus polyactis Regan, 1925 — Панамский чёрный удильщик[2]

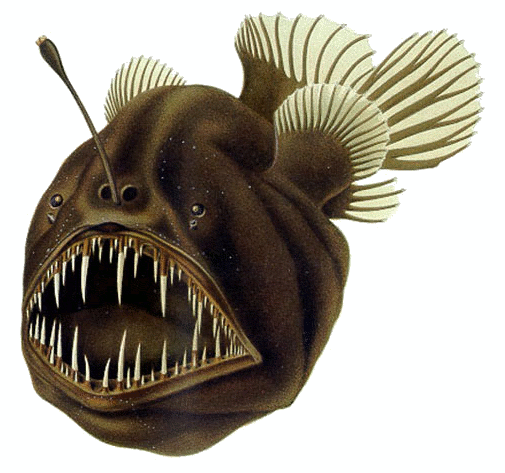
Меланоцет Джонсона (Melanocetus johnsonii)

- Melanocetus rossi Balushkin & Fedorov, 1981